# Чизенхолл, Лонни
Лонни Дэвид Чизенхолл (англ. Lonnie David Chisenhall, 4 октября 1988, Морхед-Сити) — американский бейсболист, аутфилдер. Выступал в Главной лиге бейсбола в составе «Кливленд Индианс» с 2011 по 2018 год.

## Карьера
Чизенхолл был выбран на драфте 2006 года клубом «Питтсбург Пайрэтс», но предпочёл учёбу в Университете Южной Каролины. Он отыграл год за университетскую команду, а затем был отчислен после обвинения в воровстве. В 2008 году его второй раз выбрали на драфте — под общим 29-м номером это сделали «Кливленд Индианс». В том же году он начал выступления в фарм-системе «Кливленд Индианс» за «Мэхонинг-Валли Скрэпперс». Следующие два года Чизенхолл выступал за «Акрон Аэрос». Двадцать седьмого июня 2011 года его перевели в основной состав «Индианс» на игру против «Аризоны».
Девятого июня 2014 года в игре против «Техас Рейнджерс» он в пяти выходах на биту выбил пять хитов, три хоум-рана и набрал девять RBI. Последним игроком, добившимся подобной эффективности, был аутфилдер «Бостон Ред Сокс» Фред Линн в 1975 году. 
В составе «Кливленда» Чизенхолл выступал в течение восьми лет. Кроме основного амплуа аутфилдера, его также задействовали на первой и третьей базах. Его показатель отбивания в играх за команду составил 26,8 %. Свой лучший сезон Лонни провёл в 2014 году, когда в 142 матчах регулярного чемпионата он выбил 13 хоум-ранов и сделал 59 ранов.
Перед началом сезона 2019 года он подписал однолетний контракт на 2,75 млн долларов с клубом «Питтсбург Пайрэтс», но из-за проблем со здоровьем сыграл лишь в семи играх ААА-лиги в составе «Индианаполис Индианс». В феврале 2020 года Чизенхолл объявил о завершении своей карьеры. 